# Dieter Tschemernjak
Dieter Tschemernjak (* 26. Jänner 1969) ist ein ehemaliger österreichischer Fußballspieler.

## Karriere
Tschemernjak spielte ab der Saison 1986/87 für die Kampfmannschaft des Regionalligisten SCR Altach. Zur Saison 1988/89 wechselte er zum Zweitligisten FC Dornbirn 1913. Dort gab er im Juli 1988 gegen den Wolfsberger AC sein Debüt in der 2. Division. Für Dornbirn kam er zu 19 Zweitligaeinsätzen, ehe er mit dem Verein zu Saisonende aus der zweithöchsten Spielklasse abstieg. Daraufhin kehrte er zur Saison 1989/90 wieder nach Altach zurück. Mit den Altachern stieg er 1991 in die 2. Division auf. In der Saison 1991/92 absolvierte er dann 28 Zweitligaspiele, ehe er auch mit Altach wieder aus der zweiten Liga absteigen musste.
Im Jänner 1996 wechselte Tschemernjak zum SK Rum, bei dem er nach der Saison 1996/97 seine Karriere auch beendete.

## Persönliches
Nach seiner Profikarriere wurde Tschemernjak im Bereich des IT- und Innovations-Managements tätig.